# Église Saint-Brice de Dombrot-le-Sec
L'église Saint-Brice est une église catholique située à Dombrot-le-Sec, dans le département des Vosges, en France.

## Historique
Les campagnes principales de construction de l'église Saint-Brice datent du XIIIe siècle et du XVIe siècle.
L'édifice est classé au titre des monuments historiques par arrêté du 16 septembre 1907.